# TACIS
TACIS er en forkortelse for "Technical Aid to the Commonwealth of Independent States". Det er et hjælpeprogram til tidligere sovjet-republikker samt Mongoliet i deres overgang til demokratiske markedsorienterede økonomier. TACIS er nu en del af EuropeAid programmet.
Porgrammet blev lanceret af EU i 1991 og programmet yder finansiel og teknisk støtte til 12 lande i Østeuropa og Centralasien (Armenien, Azerbaijan, Hviderusland, Georgien, Kasakhstan, Kyrgyzstan, Moldova, Rusland, Tajikistan, Turkmenistan, Ukraine og Usbekistan). Mongoliet var også omfattet af Tacis programmet fra 1991 til 2003, men er nu dækket af ALA Programmet.
I EU's finansielle perspektiv fra 2007-2013 er Tacis programmet for staterne i Det europæiske naboskabsprogram og Rusland dækket af af det europæiske naboskabsprograms midler.
Imidlertid vil Tavis projekter planlagt fra 2006 fortsætte med at løbe indtil årtiets udgang.
Den Europæiske Union er fortsat den største enkeltdonor af fremmed hjælp i Verden. Fra 2006 er det meste af EU's bistand ubundet.

## Eksterne links
- TACIS hjemmeside
- TACIS European funding programme Arkiveret 24. december 2007 hos  Wayback Machine
- Forskellig TACIS information
- Resultater af TACIS projekter vedrørende kernekraftsikkerhed Arkiveret 14. september 2006 hos  Wayback Machine